# 秩父市立秩父第二中学校
秩父市立秩父第二中学校（ちちぶしりつ ちちぶだいにちゅうがっこう）は、埼玉県秩父市にある公立中学校。愛称は「二中」。
全校生徒は300名（2015年4月1日現在）。秩父市立花の木小学校と秩父市立南小学校の卒業生のほとんどがこの中学校に進学する。

## 主な出身者・関係者
- 林家たい平（落語家）
- 藤原竜也（俳優）
- 彩海早矢（宝塚歌劇団星組）
- 3代目蜃気楼龍玉（落語家）
- 柿堺香（尺八演奏家）
- 深見梨加（声優）
- アキラ100%（お笑い芸人）